# Bolxoi Irguiz
El Bolxoi Irguiz o simplement Irguiz - Большой Иргиз (rus) - és un riu de Rússia, un afluent del Volga. Té una llargària de 675 km i una conca de més de 24.000 km². Passa per les províncies de Samara i de Saràtov.
El riu Irguiz neix a l'óblast de Samara, al vessant septentrional de la serralada d'Obsxi Sirt, un dels extrems dels Urals. El riu discorre primer en direcció nord-oest, després fa una gira cap a l'oest i s'endinsa a l'óblast de Saràtov, per on travessa per una vall molt àmplia, en direcció oest. En aquest tram passa per regions molt planes, descrivint molts meandres. Passa per la ciutat de Pugatxov, la més important en el seu recorregut, i finalment desemboca al Volga per la dreta, prop de la vila de Volsk.
Els seus afluents principals són el Kamelik i el Kussum, per l'esquerra; i el riu Karalik per la dreta. El riu, com molts altres de Rússia, es glaça des de novembre-desembre fins a març-abril.